# Funeral Chasm
Funeral Chasm ist eine 2020 gegründete Funeral-Doom-Band.

## Geschichte
Danny „D Woe“ Jönsson, von Woebegone Obscured und Altar of Oblivion, und Morten „Sjaelepest“ Lund, von Kaos666 und Devil, agierten vor der Gründung von Funeral Chasm schon mit Above Ravens. Beide verband zu dieser Zeit ein bereits mehr als zwanzigjähriges freundschaftliches Verhältnis. Funeral Chasm entstand nach Angaben der Musiker aus dem Wunsch nach Veränderung und der Idee, gemeinsam langsamere Musik mit mehr Atmosphäre zu spielen. An die Veröffentlichung der EP schloss sich die Produktion des Debütalbums Omniversal Existence an. Auch dieses Album wurde in Jönssons Studio Ocean Woe Productions eingespielt. Abgemischt wurde es von Christian Nørgaard von Grumpynators. Das Mastering wurde von Greg Chandler von Esoteric in dessen Priory Recording Studios übernommen. Das Cover stammt von Cadies Art. Für die Veröffentlichung kooperierte das Duo mit Aesthetic Death Records, über das bereits das letzte Album von Woebegone Obscured The Forestroamer veröffentlicht wurde, ein. Im Januar 2022 präsentierte das Duo mit dem Stück Awakening of the Eye einen ersten Ausblick auf weitere Album-Veröffentlichungen.

## Werk und Wirkung
Im Jahr der Bandgründung erschien die binnen einer Woche in Jönssons Studio Ocean Woe Productions eingespielte EP I als Musikdownload im Selbstverlag über Bandcamp, als MC über Old Skull Productions sowie als CD über Nailed Nazarene Industries. Für die Veröffentlichung des Albums Omniversal Existence am 2. Juli 2021 ging das Duo einen Vertrag mit Aesthetic Death Records ein.

### Konzept

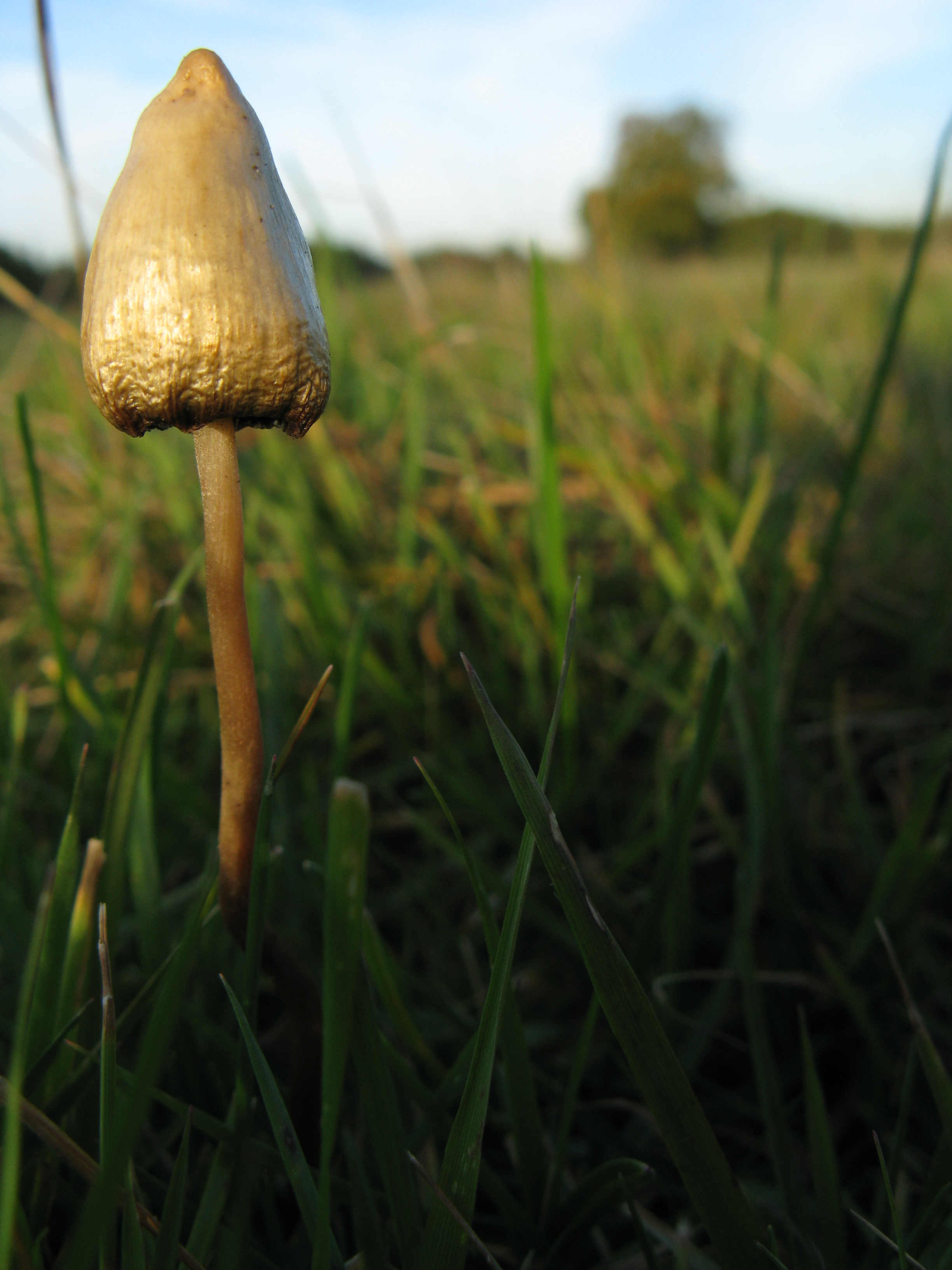
Der Konsum von psilocybinhaltigen Pilzen, wie dem spitzkegeligen Kahlkopf, ist Teil des lyrischen Konzeptes von Funeral Chasm.

Den auch in Besprechungen hervorgehobenen persönlichen Hintergrund beschreibt Jönsson als Auseinandersetzung mit der eigenen Insomnie und den psychischen und sozialen Folgen dieser Schlafstörung. Die thematisierte Schlaflosigkeit sei „ein alltäglicher Kampf,“ dessen Auswirkungen mitunter „Angstzustände und Depression“ hervorriefen und unter dem Jönsson schon sein ganzes Leben lang leide, weshalb er bereits seit fast zwei Jahrzehnten in psychiatrischer Behandlung sei. In besonderen Tiefphasen zöge er sich mit einem Freund zurück, um psilocybinhaltige Pilze zu konsumieren. Die Erfahrung beschreibt er als eine „monumentale Reisen“, die und deren Erkenntnisse er in den Texten, Melodien und Arrangements zu vermitteln suche.

„Manchmal ist alles, was Du bekommst, nur ein schöner und entspannender Besuch in einer anderen Dimension, doch gelegentlich kann man tieferes Wissen über sich selbst erfahren (oft als ‚Horrortrip‘ oder ‚Ich-Auflösung‘ bezeichnet), das ist der Moment, in dem man zuhören muss und die Möglichkeit sich weiterzuentwickeln bekommt.“

Das Stück Mesmerising Clarity nimmt direkten Bezug auf eine mehrstündige Erfahrung, die er als therapeutisch und reinigend beschreibt. Eben diese Atmosphäre zu transportieren, wird der Musik der Band von vereinzelten Rezensenten dabei zugesprochen. Die Musik erweise sich so als Äquivalent zu der initialen Erfahrung.

### Stil
Funeral Chasm spielen atmosphärischen Funeral Doom beeinflusst von unterschiedlichen Musikstilen und -gruppen, darunter Fields of the Nephilim, The Sisters of Mercy, Celtic Frost, Burzum, Ved Buens Ende, Thergothon und Vangelis. Insbesondere Fields of the Nephilim und The Sisters of Mercy werden von Rezensenten als Zitate ausgemacht. Entsprechend nutze die Band musikalische Versatzstücke aus dem Psychedelic Rock, Black Metal, Gothic Rock und Dark Wave im Kontext des dominierenden Stils. Dem Funeral-Doom-Genre entspreche insbesondere das deutlich reduzierte Tempo der Musik. Davon ab heben sich hingegen „melodische Elemente“ und der vernommene Abwechslungsreichtum. So gelänge es dem Duo, Elemente eines „Gothic-Doom“ an einen Funeral Doom, in der Tradition Thergothons zu heften.
Ausgerichtet auf einen melodischen und atmosphärischen Aufbau betont Funeral Chasm ruhige Phasen, melodische Passagen und langsames als „doomig“ tituliertes Riffing. Das Ergebnis dieser Vermengung sei, aus der Verwendung der dröhnenden Bassgitarre und des „unheimlich strahlenden“ Gitarrenspiels, faszinierend, hypnotisch und fesselnd. Insbesondere Gitarrenspiel und Gesang werden neben der Atmosphäre in unterschiedlichen Besprechungen gelobt.

„Die düstere Produktion von I intensiviert nur die erstickende Atmosphäre, in der höhlenartige Riffs und unheimliche Growls die einem höllischen Abgrund entspringen. Pausen zwischen den Riffs lassen diesen Elementen ausreichend Raum in den Vordergrund zu treten.“

Dieses hervorgehobene Riffing stimme mit jenem eines traditionellen Doom Metal bis urtümlichen Death Doom und Gothic Metal überein, obwohl es langsamer, deprimierender mit extremen Maß an Härte und Langsamkeit dargebracht werde.
Die Instrumentierung erweise sich als geschickt und zurückhaltend eingesetzte Basis und Kulisse für den Gesang. Dieser variiert von dem benannten gutturalem Growling und Screaming zu Klargesang, der von „Jammern“ bis „beeindruckend in den Falsettbereich“ steige. Besonders der Klargesang wird als „Alleinstellungsmerkmal“ hervorgehoben und erinnere „mitunter an die Todtraurigkeit in der Stimme von Nick Cave“ im Kontext des Funeral Doom.

„Die harsche Stimme wechselt zu einem intensiven, tief empfundenen Gesang, der sich inmitten eines strahlenden Trauer-Crescendo erhebt, doch die Musik verändert sich fortwährend, wird erst halluzinatorisch, dann katastrophal und so wechselt auch der Gesang weiterhin zwischen monströsen Gebrüll und qualvollem Singen, während die Hintergrundklänge in Angst und Schmerz getränkt sind.“

### Rezeption
Bereits mit der EP wurde Funeral Chasm als Geheimtipp im Genre gehandelt. Mit der EP gelinge Funeral Chasm „ein wirklich schöner erster Auftritt“, der ein Versprechen auf kommende Veröffentlichungen sei.

„Ihr Name ist schlicht ‚I‘ und sie besitzt eine kalte Sanftheit, wie sie der nicht allzu nordische Norden am besten kennt: keine klirrende Kälte, kein Schneesturm, sondern schlicht gefrorener Boden am Morgen unter einer grauen Wolkendecke. […] Verpackt in der unglaublich gekonnten Musik liegt hier ein Geheimtipp für alle Freunde des Funeral Doom der weniger harten Spielart vor.“

Schon im Vorfeld zur Veröffentlichung lobten unterschiedliche Rezensenten Omniversal Existence sowie die im Voraus zu hörenden Stücke als „ein bizarres, höchst individuelles und experimentelles Projekt“, „exzellent“, „haluzinatorisch“, „hypnotisierend“, „äußerst persönlich und erhaben“, „fantastisch“ und „beeindruckend“. Mit Erscheinen des Debüts blieb die lobende Resonanz erhalten. Omniversal Existence sei „eine einzigartige Doom-Veröffentlichung“ sowie „durch und durch eine Old-School-Erfahrung, die von einer tief aus dem Herzen gespielten Darbietung von Menschen, die den Stil eindeutig kennen und lieben, profitiert.“ Eingeschränkt positiv, mit sieben von zehn Wertungspunkten, urteilte Michael Toscher für FFM-Rock. Das Album erweise sich als „Doom-Death mit klassischer 80er-Gothic-Schlagseite und interessanten Ansätzen, dessen Potential mehr als andeutungsweise vorhanden, jedoch bisher nicht vollständig ausgeschöpft“ sei. An anderer Stelle wurde der Rückgriff auf psychedelische Wendungen, als interessante und innovative Neuerung innerhalb des sonst düsteren Genres gelobt. Das Duo erweise sich mit dem Debüt als „innovativ, experimentierfreudig und vor allem talentiert“ sowie als surrealistisch und wertvoll. Derweil besteche das Album über ein „gutes Konzept und eine abwechslungsreiche Atmosphäre“. Hinzukommend, so betonte Sara Sostini für Metalitalia.com, sei Omniversal Existence zwar „kein Album für jedermann“, doch sofern man keine Furcht vor einer Konfrontation mit den eigenen Gespenstern habe, sei die Erfahrung nicht zu bereuen. Die Band präsentiere eine interessante und beeindruckende Mischung „voller abgefahrener Wendungen und musikalischer Plot Twists“ schrieb Dennis Eikenkötter für Crossfire-Metal über Omniversal Existence. J. Andrew schrieb für Decibel in einer Auflistung der besten Veröffentlichungen der letzten Wochen, dass Funeral Chasm eine Band sei, die „herausragende Fortschritte in ihrem Bereiche“ voranbrächten, und stellte die Band in der Auflistung fünf hochwertiger Veröffentlichungen der letzten Wochen neben international erfolgreiche Interpreten wie At the Gates, Darkthrone und Mayhem. Für Metal Temple wurde das Album von Justin Wittenmeier ebenfalls hoch gelobt und prognostiziert, dass Funeral Chasm eine Band sei, die es in den kommenden Jahren zu beachten gälte.

„In einem Funeral-Doom-Land hat Funeral Chasm einen einzigartigen Ort erschaffen, der eindeutig dazugehört und sich gleichzeitig abhebt.“